# Birgitte Ahring
Birgitte Kiær Ahring (født 22. juli 1953) er en dansk biolog og forsker i biobrændsel. Hun har siden 2008 været ansat som professor ved Institut for Kemi og Biovidenskab - Sektion for Bæredygtig Bioteknologi ved Aalborg Universitet i København.
Hun blev cand.scient. i biologi fra Københavns Universitet 1982 og blev 1986 ph.d. i mikrobiologi fra samme universitet. I 1986 blev hun forskningschef ved Nordisk Ministerråds Biogasprogram, Danmarks Tekniske Højskole, og 1990 forskningschef på deltid på Teknologisk Institut.
1992 blev Ahring miljøkonsulent for FN i Asien og Afrika og året efter lektor i miljøteknologi på Danmarks Tekniske Universitet. 1997 blev hun ansat som professor i miljøteknologi ved University of California, Los Angeles i USA og professor på Biocentrum, DTU.
2004 blev hun leder af Danish Center for Biofuels og fra 2006 direktør og indehaver af virksomheden Biogasol og leder af maxifuel-pilotanlægget på DTU. I 2008 opsagde hun sin stilling på DTU og blev professor og leder af et forskningsprojekt ved Washington State University.